# Bob Beamon
Robert "Bob" Beamon (New York, SAD, 29. kolovoza 1946.) je bivši američki atletičar, najpoznatiji po svojem tadašnjem svjetskom rekordu u skoku u dalj (8,90 metara) koji je zaprepastio sportsku javnost na Olimpijskim igrama u Ciudad Mexicu 1968. godine.
Fanstastični skok iz Mexica je ostao jedan od najupečatljivijih trenutaka u sportu 20-og stoljeća. Ne samo da je Beamon iznenadio sebe i konkurenciju takvim pothvatom, već su i suci da bi izmjerili skok morali potražiti dodatni metar pošto na pripremljenom optičkom sustavu za mjerenje duljina skokova jednostavno nije bilo moguće izmjeriti toliku duljinu. Nakon što je nakon podužeg opetovanog mjerenja na stadionu objavljena duljina, i sam Beamon je pao na koljena u nevjerici. 
Za ilustraciju zašto je taj rezultat bio toliko čudesan važno je reći da je do tog trenutka službeni svjetki rekord u skoku u dalj bio obaran 13 puta od 1901. godine od kada se pratio. Prosječni rast rekorda je bio 0,06 metara, a najveći do tada zabilježeni rast je bio 0,15 metara. Beamon je u jednom skoku poboljšao rekord za 0,55 metara! Rekord je ostao neoboren 23 godine, sve do skoka Mikea Powella, koji je 1991. godine doskočio na 8,95 m. Beamonov rekord je još uvijek drugi skok svih vremena te važeći olimpijski rekord.
Jedan od faktora je svakako bila velika nadmorska visina na kojoj se odvijalo natjecanje, jer je tom prilikom oboreno dosta svjetskih rekorda u sprinterskim disciplinama i skokovima kojima pogoduje rijedak zrak. Ipak, to ne objašnjava u cijelosti Beamonov skok, pogotovo ako se ima u vidu da je do tada njegov osobni rekord bio 8,33 metra, a da je nakon čudesnog skoka na sljedećim natjecanjima najdalje doskočio na samo 8,22 metra.